# Abborrtjärnen (Arjeplogs socken, Lappland, 733990-156622)
Abborrtjärnen är en sjö i Arjeplogs kommun i Lappland och ingår i Skellefteälvens huvudavrinningsområde.